# Olivier Bernard (football, 1979)
Pour les articles homonymes, voir Olivier Bernard et Bernard.
Olivier Bernard, né le 14 octobre 1979 à Paris, est un footballeur français qui évolue au poste de défenseur entre 2001 et 2007.

## Biographie
Formé à l'Olympique lyonnais, il ne joue pourtant jamais avec l'équipe première de l'OL, et passe la majeure partie de sa carrière en Angleterre.
Au total Olivier prend part à 14 matchs de Ligue des champions et 17 matchs de Coupe de l'UEFA, si l'on ne prend en compte que les rencontres de Coupe d'Europe.
Un problème à la hanche le pousse prématurément à la retraite, à l'âge de 27 ans seulement.

## Carrière
- 1995-2000 :  Olympique lyonnais (Centre de formation - Ne joue pas avec l'équipe professionnelle)
- 2000-2001 (déc) :  Newcastle United (0 match avec l'équipe pro)
- (déc) 2000-2001 :  Darlington (9 matchs et 2 buts en D4, prêté par Newcastle)
- 2001-2002 :  Newcastle United (16 matchs et 3 buts en D1)
- 2002-2003 :  Newcastle United (30 matchs et 2 buts en D1, 8 matchs en C1)
- 2003-2004 :  Newcastle United (35 matchs et 1 but en D1, 2 matchs en C1, 11 matchs en C3)
- 2004-2005 (jan) :  Newcastle United (21 matchs en D1, 6 matchs en C3)
- (jan) 2005-2005 :  Southampton Football Club (13 matchs en D1)
- 2005-2006 :  Glasgow Rangers (9 matchs en D1, 4 matchs en C1)
- 2006-2007 :  Newcastle United (0 match avec l'équipe pro : il est blessé)[3]